# Keddaböke naturreservat
Keddaböke naturreservat är ett naturreservat i Halmstads kommun i Hallands län.
Området är naturskyddat sedan 2023 och är 36 hektar stort. Reservatet ligger nordost om Oskarström och består av en  bokskog med inslag av ek- och alsumpskog.